# 中国外交部阿富汗事务特使列表
中国外交部阿富汗事务特使是中华人民共和国外交部任命的特使，主要职责为推动深化两国外交关系，维护地区和平。

## 历任特使列表

### 中国外交部阿富汗事务特使（2014年至今）
2014年7月，中国外交部任命中国外交部阿富汗事务特使。
| 姓名   | 任命      | 免职      | 外交衔级 | 外交职务 | 备注 | 备注 |
| ------ | --------- | --------- | -------- | -------- | ---- | ---- |
| 孙玉玺 | 2014年7月 | 2015年    | 大使     | 特使     |      |      |
| 邓锡军 | 2015年9月 | 2020年1月 | 大使     | 特使     |      |      |
| 刘健   | 2020年1月 | 2021年    | 大使     | 特使     |      |      |
| 岳晓勇 | 2021年7月 | 现任      | 大使     | 特使     |      |      |